# Ahmed Yasin
Ahmed Yasin Ghani (ar. احمد ياسين غني, ur. 22 kwietnia 1991 w Bagdadzie) – iracki piłkarz grający na pozycji prawego pomocnika. Od 2016 gra w klubie AIK Fotboll.

## Kariera piłkarska
Swoją karierę piłkarską Yasin rozpoczął w mieście Örebro w klubie BK Forward. W 2009 roku awansował do pierwszej drużyny i wtedy też zadebiutował w nim w 1. Division. W BK Forward grał do końca 2010 roku. W 2011 roku przeszedł do Örebro SK. 6 maja 2011 zaliczył swój debiut w pierwszej lidze szwedzkiej w przegranym 1:2 domowym meczu z Kalmar FF. W sezonie 2012 spadł z Örebro do drugiej ligi. Jednak już w sezonie 2013 wrócił do pierwszej ligi. W Örebro grał do 2015 roku.
Latem 2015 Yasin przeszedł z Örebro do Aarhus GF. Swój debiut w Superligaen zaliczył 19 lipca 2015 w wygranym 2:1 domowym meczu z Brøndby IF. W Aarhus spędził rundę jesienną sezonu 2015/2016.
Na początku 2016 roku Yasin został zawodnikiem AIK Fotboll. W AIK swój debiut zanotował 7 kwietnia 2016 w zwycięskim 2:0 wyjazdowym spotkaniu z Östersunds FK.
| Sezon   | Klub        | Kraj       | Rozgrywki   | Mecze | Gole |
| ------- | ----------- | ---------- | ----------- | ----- | ---- |
| 2009    | BK Forward  | Szwecja    | 1. Division | 19    | 4    |
| 2010    | BK Forward  | Szwecja    | 1. Division | 23    | 3    |
| 2011    | Örebro SK   | Szwecja    | Allsvenskan | 4     | 0    |
| 2012    | Örebro SK   | Szwecja    | Allsvenskan | 13    | 0    |
| 2013    | Örebro SK   | Szwecja    | Superettan  | 29    | 6    |
| 2014    | Örebro SK   | Szwecja    | Allsvenskan | 29    | 2    |
| 2015    | Örebro SK   | Szwecja    | Allsvenskan | 14    | 2    |
| 2015/16 | Aarhus GF   | Szwajcaria | Superligaen | 17    | 1    |
| 2016    | AIK Fotboll | Szwecja    | Allsvenskan |       |      |

## Kariera reprezentacyjna
W reprezentacji Iraku Yasin zadebiutował 24 czerwca 2012 roku w wygranym 1:0 meczu Pucharu Narodów Arabskich 2012 z Libanem. Na tym turnieju zajął z Irakiem 3. miejsce. W 2015 roku został powołany do kadry Iraku na Puchar Azji 2015. Był na nim podstawowym zawodnikiem i wystąpił w sześciu meczach: z Jordanią (1:0), z Japonią (0:1), z Palestyną (2:0 i gol), w ćwierćfinale z Iranem (3:3, gol i wygrana w karnych 7:6), w półfinale z Koreą Południową (0:2) i ze Zjednoczonymi Emiratami Arabskimi (2:3).